# ギュルセル・アクセル・スタデュム
ギュルセル・アクセル・スタデュム（Gürsel Aksel Stadyumu）は、トルコ・イズミルにあるサッカー専用スタジアム。ギョズテペSKがホームスタジアムとして使用している。

## 概要
2017年9月9日、収容人数20,035人のスタジアムとして総工費2億1900万トルコリラで着工された。当初の計画通りの2020年1月26日、17,855人の観客を集めたギョズテペSK対ベシクタシュJKのリーグ戦がこけら落しとなり、2-1でホームのギョズテペが勝利を収めた。また、2020-21シーズンにはテュルキエ・クパスの決勝が開催され、ベシクタシュがアンタルヤスポルを破って優勝を果たした。
スタジアム名は、1960年代にギョズテペSKのキャプテンとして活躍した元トルコ代表ギュルセル・アクセルから取られた。
イズミルの市街地中心部に位置するため、広大な土地を必要とする駐車場は大部分がスタジアム地下と地上1階部分にある。スタジアムのピッチや観客席は地面から670cmほど持ち上げられており、このスペースでも駐車場が存在する。

## 開催された主なイベント

### サッカー
- 国際Aマッチ

| 日付          | ホームチーム | 結果 | アウェーチーム | ラウンド               |
| ------------- | ------------ | ---- | -------------- | ---------------------- |
| 2022年6月14日 | トルコ       | 2-0  | リトアニア     | UEFAネーションズリーグ |

- 国際Aマッチ女子

| 日付          | ホームチーム | 結果 | アウェーチーム | ラウンド                        |
| ------------- | ------------ | ---- | -------------- | ------------------------------- |
| 2022年2月23日 | トルコ       | 2-5  | セルビア       | 2023 FIFA女子ワールドカップ予選 |

## ギャラリー

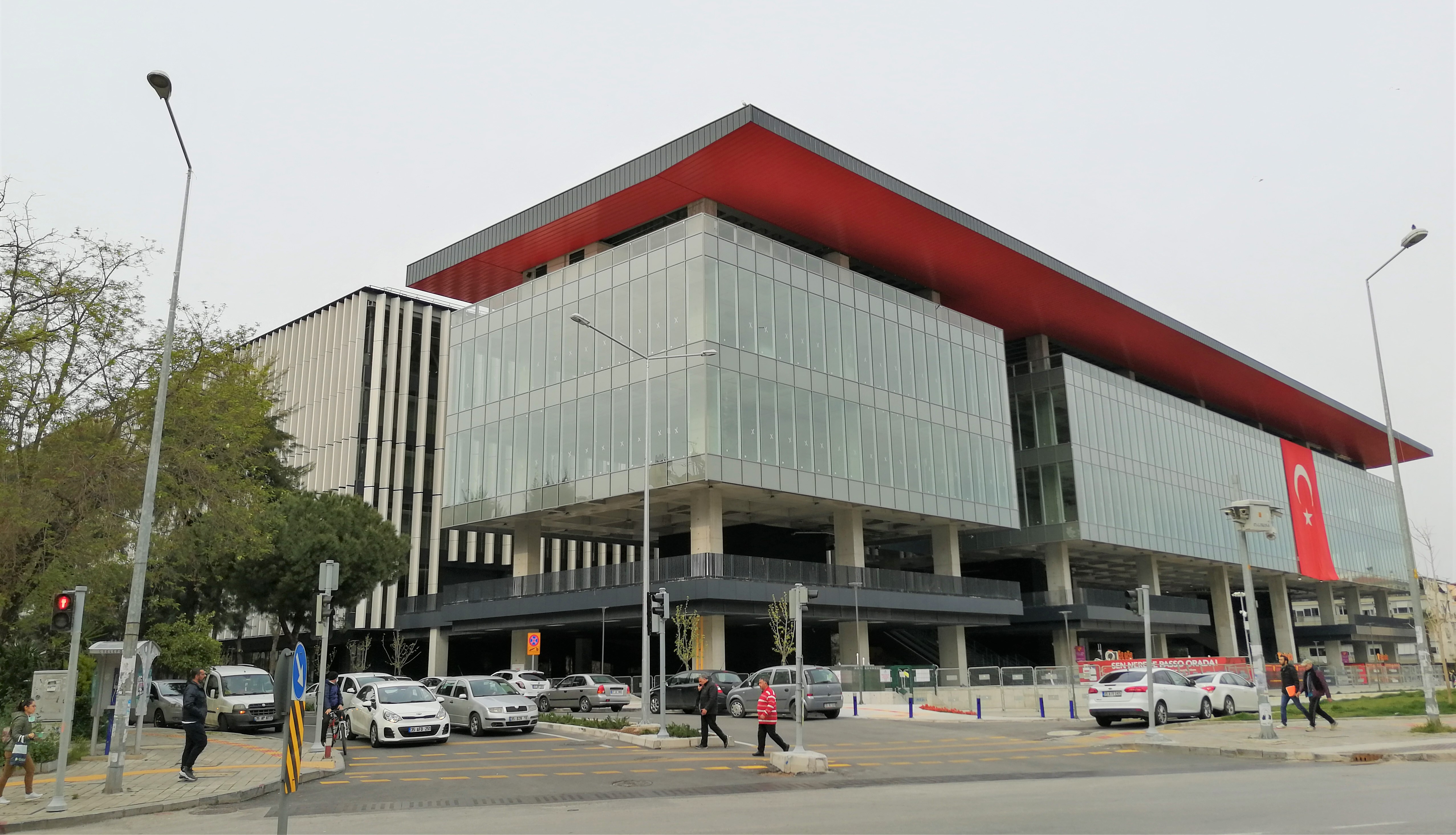
外観
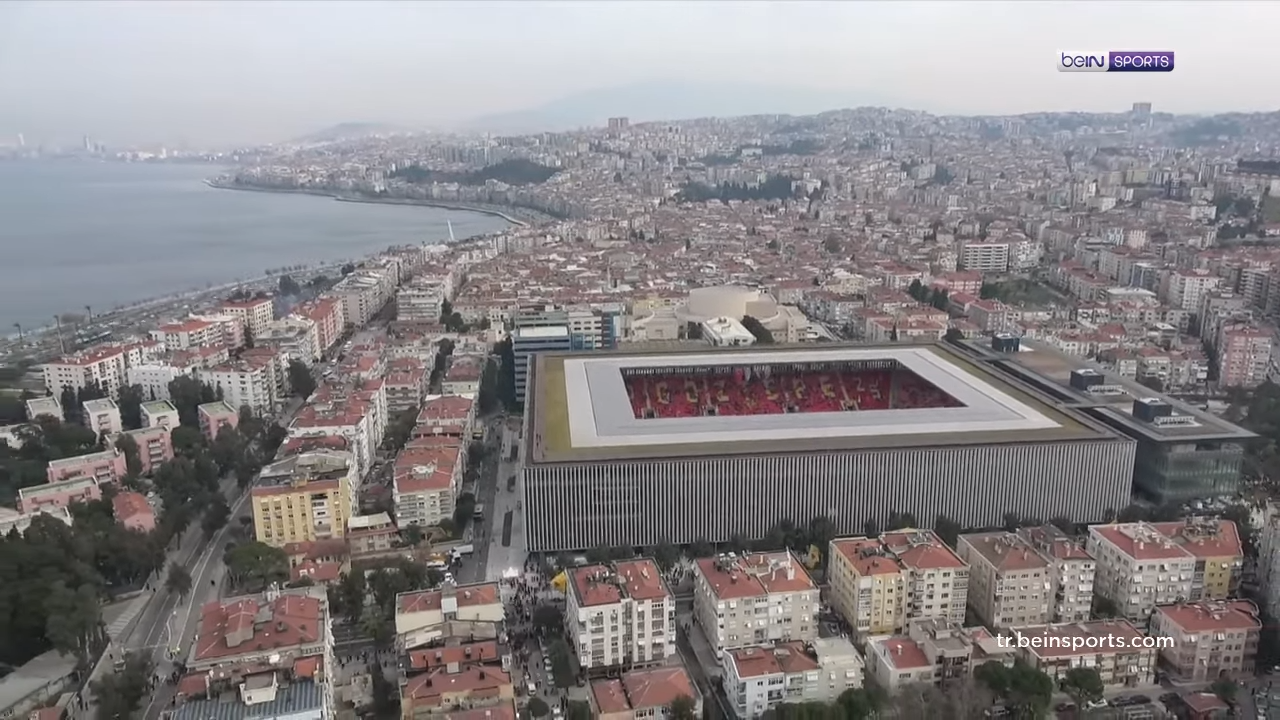
空撮
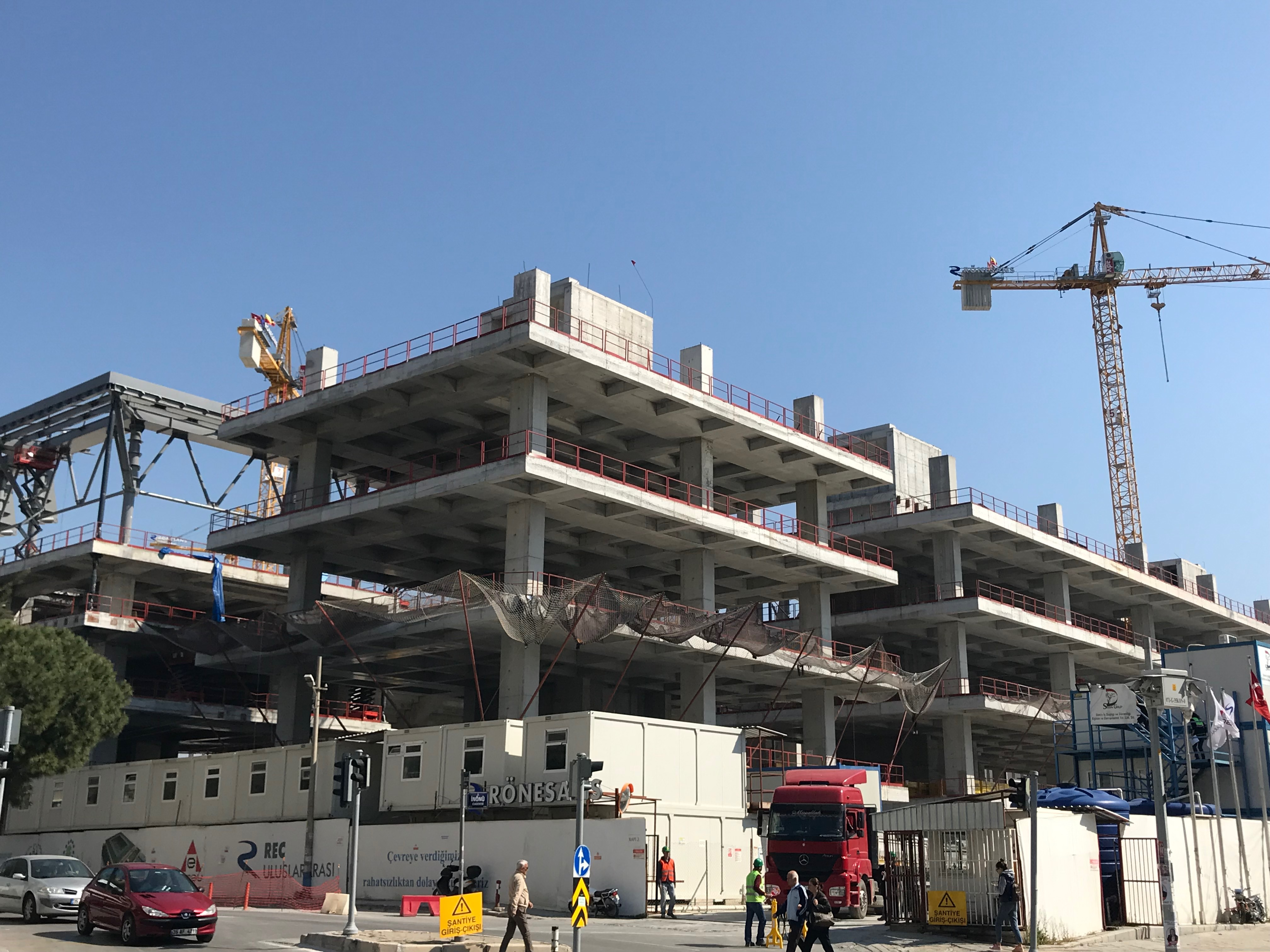
建設中のスタジアム